# Vápenice (přírodní rezervace)
Vápenice je přírodní rezervace v chráněné krajinné oblasti Železné hory. Její území leží na pravém břehu řeky Chrudimky severně od vsi Polánka ve správním území obce Krásné, mezi Sečskou a Křižanovickou přehradou. Rezervace se nachází na severně orientovaném svahu.
Předmětem ochrany je bukový a dubohabrový les, přilehlá část koryta Chrudimky a vlhké louky u osady Vápenice. Z chráněných druhů rostlin a živočichů žijících na území rezervace je nejvýznamnější výskyt vrápence malého (Rhinolophus hipposideros), který je v Česku kriticky ohroženým druhem.